# Près de vous
Albums de Lorie
Tendrement vôtre
(2003)
Près de vous est la première vidéo de la chanteuse Lorie sortie le 2 mai 2002, jour de son 20e anniversaire. Elle a été produite par Johnny Williams et réalisée par Carlos Sancho.

## Résumé
« Revivez mes journées, mes séances d'enregistrement au studio, mes anecdotes, mes amis, mes répétitions de danse, mon concert privé au V.I.P., mes voyages au bout du monde, mes photos, mes fous rires et mes émotions... ma vie d'artiste au jour le jour ! »

## Fonctions

### Caractéristiques techniques du DVD
- Langues Audio : Français 2.0 Dolby Digital stéréo, Français 2.0 Dolby Digital mono
- Format vidéo : 4/3
- Zone 2

Également disponible en VHS.

### Contenu
- Clips : Près de moi, Je serai (ta meilleure amie), Toute seule
- Making Of : Près de moi, Toute seule
- Karaoké : Je serai (ta meilleure amie)

## Classement du DVD
| Classement hebdomadaire | Meilleure position |
| ----------------------- | ------------------ |
| France                  | —                  |
| Belgique (Fr)           | 1                  |
| Suisse                  | —                  |